# آدرین اسمیت
آدرین اسمیت (به انگلیسی: Adrian Frederick Smith) گیتاریست و ترانه‌سرای انگلیسی است که بیشتر به‌عنوان یکی از اعضای گروه هوی متال آیرن میدن شناخته می‌شود. او در بعضی آهنگ‌ها همراه با استیو هریس با خوانندهٔ اصلی هم‌آوایی می‌کنند.

## سال‌های آغازین
او با نام کامل آدرین فردریک اسمیت زادهٔ ۲۷ فوریه ۱۹۵۷ در هاکنی-شرق لندن- است. در نوجوانی شیفتهٔ هارد راک و کارهای جیمی هندریکس و ریچی بلکمور بود. در این دوره مجموعه موسیقی‌هایی که از طریق دوست‌پسر خواهرش در اختیار داشت تشویق‌کنندهٔ او برای پرداختن به موسیقی هاردراک بود. مدتی بعد یکی از دوستان هم‌مدرسه‌ای‌اش به نام دیو موری اسمیت را متقاعد کرد که یک گیتار الکتریک بگیرد. آن‌ها به‌زودی شروع به تمرین‌های دونفره کردند. اشتیاق اسمیت و وقتی که برای تمرین گیتار صرف می‌کرد به‌قدری زیاد بود که قبل از آن‌که تحصیلات‌اش را به پایان ببرد اخراج‌اش کردند.

## زندگی حرفه‌ای
اولین گروهی که اسمیت به صورت جدی در آن نوازندگی می‌کرد «ایوِل ویز» بود که عمر کوتاهی داشت و به‌زودی از دل آن گروه ارچین بیرون آمد. ارچین گروهی بود که در سال ۱۹۷۴ دیو موری به همراه آدرین اسمیت آن را تأسیس کردند و معمولاً از این گروه به عنوان اولین گروه آدرین اسمیت یاد می‌کنند. دیو موری مدت زیادی در ارچین باقی نماند و به زودی به جمع یاران استیو هریس در آیرن میدن پیوست. در اکتبر ۱۹۸۰ اسمیت هم به دیو موری در آیرن میدن پیوست و جایگزین دنیس استرتون-گیتاریست پیشین گروه- شد. اسمیت و موری به‌زودی به یکی از زوج‌های افسانه‌ای گیتار در موسیقی راک تبدیل شدند.
در سال‌های پایانی دههٔ ۸۰ میلادی اسمیت در کنار کار با آیرن میدن یک گروه جدید به نام ای‌اس‌ای‌پی تشکیل داد. او با ای‌اس‌ای‌پی یک آلبوم هم منتشر کرد و بالاخره در سال ۱۹۹۰ و پس از تقریباً یک دهه همکاری از آیرن میدن کناره گرفت. ای‌اس‌ای‌پی با همان یک آلبوم به کارش خاتمه داد و در سال ۱۹۹۵ اسمیت گروه دیگری به‌نام سایکو مُتِل تشکیل داد که آن‌هم دوام زیادی نداشت و پس از انتشار ۲ آلبوم، در سال ۱۹۹۷ فعالیت‌اش پایان یافت. بالاخره در سال ۱۹۹۹ اسمیت و بروس دیکینسن-که مدتی پس از اسمیت از آیرن جدا شده بود- به آیرن میدن بازگشتند و گروه دوباره همان ترکیب بیادماندنی دههٔ ۸۰ را بازیافت.
آیرن میدن با ترکیب دوباره شکل‌گرفته‌اش از معدود گروه‌های هوی متال قرن ۲۱ام است که ۳ گیتاریست دارد؛ اسمیت، موری و یانیک جرز. جرز که در پی جدایی اسمیت در سال ۱۹۹۰ به گروه پیوسته بود، پس از بازگشت اسمیت هم همکاری‌اش با آیرن را ادامه داد.